# Хуплу
Хуплу́ — чувашское национальное блюдо, печёное изделие из дрожжевого теста, с начинкой из картофеля и мяса.

## Этимология
Слово «хуплу» имеет самое простое происхождение и переводится как «закрытое блюдо». Корень слова «хуп» — «закрой», «хупӑлчи» — «крышка».

## История
Изначально хуплу готовили из мяса и круп. С появлением картофеля во время правления Петра I, его стали использовать совместно с крупой (ячневая, рис, пшено, кускус). Хуплу у чувашей был сакральным блюдом, поэтому чаще всего готовилось только по праздникам, также когда собиралась вся семья за круглым столом и приходили дорогие гости. Без него не обходился ни один праздник и застолье. В качестве мяса использовалась баранина, говядина, свинина, конина, кролик и домашняя птица, в редких случаях рыба. Начинка укладывалась слоями: для первого слоя брали крупу и насыпали на дно, второй слой картофель, потом лук, потом мясо. Иногда добавляли луговые опята. Сверху закрывали тестом.

## Приготовление
Тесто для хуплу готовится дрожжевое, обычно на молоке. Его делят на две части, одна для основы пирога, и второй пирог с начинкой закрывается сверху. Начинка закладывается сырая. На дно слоем в 1 сантиметр накладывают прочищенную и вымоченную крупу (ячневую, кускус, рис, пшено). Сверху накладывают кусочки мяса вперемежку с картошкой, луговыми опятами и луком. Добавляют соль, перец. Пирог обычно круглой формы, реже — полумесяцем. Сверху украшается узорами из обрезков теста.

## Хуплу как ритуальное блюдо
Чуваши говорили, что хуплу делается круглым в честь солнца, а плетёнка вокруг него символизируют лучи света. Хуплу подаётся горячим как символ тепла и домашнего очага. Однако взависимости от местности или этнографических групп, может быть и треугольной формы.